# Kunstverein Unna
Der Kunstverein Unna e. V. wurde 1968 gegründet und ist seitdem fester Bestandteil der Kulturszene in Unna. Der Verein ist Mitglied bei der Arbeitsgemeinschaft Deutscher Kunstvereine und gehört den Netzwerken KunstVereineRuhr und KunstOrtUnna an.

## Vereinszweck
Laut Satzung ist es Zweck des Vereins,

„das Kunstschaffen zu fördern, insbesondere die Kenntnisse der zeitgenössischen Künste und die Hinwendung zu diesen zu wecken durch die Einrichtung von Ausstellungen zeitgenössischer Kunst, durch Vorträge, durch Performances und Exkursionen zu Ausstellungen und kunsthistorisch wichtigen Plätzen.“

## Geschichte
Der Gründung des Kunstvereins ging 1968 eine erfolgreiche Ausstellung zeitgenössischer Grafik voraus, die von Dieter Lohl kuratiert worden war. Durch den Erfolg ermutigt, wurde der Kunstverein von einer Gruppe von Kunstsammlern unter dem Vorsitz von Dieter Lohl ins Leben gerufen. Von 1976 bis 2006 wurde der Verein von Marijanne Fless geführt. Sie und ihre Vorstandskollegen Karl-Heinz Biller und Karl-Heinz Dröge organisierten 1982 den Umzug in die alte Kornmühle an der Mühlenstraße, wo der Verein noch heute seinen Sitz hat. 2006 übernahm Agnes Pester (damals Bonmann-Sobbe) die künstlerische Leitung. Sie wurde unterstützt von Karl-Heinz Biller und Anne Katrin Peck. Seit 2014 gehören Friederike Mühlbauer und Martin Kesper zum Vorstand, die den Verein nach dem Ausscheiden von Agnes Pester 2018 weiterführen.

## Ausgestellte Künstler (Auswahl)
- Markus Fräger
- Reinhold Engberding
- Adriane Wachholz
- Christian Jasper
- Peter Nikolaus Heikenwälder
- Eberhard Ross
- Min Clara Kim
- Hugo Boguslawski
- Claudia Fährenkemper
- Boris Becker
- Thomas P. Kausel
- Alfred Heth
- Matthias Brock
- Horst Keining
- Jürgen Paas
- Robert Schad
- Norbert Schwontkowski
- Edith Oellers
- Heinrich Brockmeier
- Volker Hildebrandt
- Markus Lüpertz
- Wilhelm Buschulte
- Carlernst Kürten
- Adolf Luther
- Susanne Weirich
- Rune Mields
- Günter Dohr
- Wolfgang Liesen
- Rolf Escher
- Klaus Stümpel
- Hawoli
- Emil Sorge
- Gaby Peters

Quelle:

## Veranstaltungen
In Zusammenarbeit mit der Volkshochschule Unna Fröndenberg Holzwickede werden Exkursionen zu Kunstausstellungen angeboten und in Zusammenarbeit mit dem Kinorama Unna die Filmreihe Kunst und Kino.